# William Bruce, I baronetto di Balcaskie
Sir William Bruce (Blairhall, 1630 – 1º gennaio 1710) è stato un architetto scozzese.
William Bruce fu "il reale fondatore dell'architettura classica in Scozia," come osserva Howard Colvin. Come figura chiave nell'introduzione dello stile palladiano in Scozia, fu paragonato agli architetti inglesi pionieri Inigo Jones e Christopher Wren, e a coloro che introdussero lo stile francese nell'architettura inglese, Hugh May e Sir Roger Pratt. Bruce era un mercante a Rotterdam durante il decennio 1650 ed ebbe un ruolo nella Restaurazione di Carlo II nel 1659. Portava i messaggi tra il re in esilio e il generale Generale Monck e la sua lealtà al re fu premiata con cariche ufficiali lucrative, tra cui Maestro del Lavoro alla Corona di Scozia, rendendo Bruce l"architetto reale". I suoi patroni includono John Maitland, I Duca di Lauderdale, il più potente uomo di Scozia a quel tempo, e Bruce salì al Parlamento, e brevemente si sedette al Privy Council scozzese.
Nonostante la sua mancanza di competenza tecnica, Bruce divenne il più importante architetto in Scozia del suo periodo. Ha lavorato con muratori e costruttori professionali competenti, ai quali comunicò un vocabolario classico, quindi la sua influenza andò oltre la sua cerchia aristocratica.
All'inizio del decennio 1660 costruì e ristrutturò un certo numero di case di campagna, tra cui Thirlestane Castle per il duca di Lauderdale e Hopetoun House. Tra i suoi lavori più significativi troviamo la villa in stile palladiano a Kinross, costruita sulla sua proprietà sul Lago Leven che aveva acquistato nel 1675. Come architetto reale intraprese la ristrutturazione dell'Holyrood Palace nel decennio 1670, tale ristrutturazione diede all'edificio il suo aspetto attuale. Alla morte di Carlo II, Bruce perse i suoi favori politici e successivamente, a seguito dell'ascesa al trono di Guglielmo e Maria, fu imprigionato più volte perché sospettato di essere giacobita. Tuttavia continuò a gestire il suo lavoro di architetto, spesso fornendo i suoi servizi ad altri simpatizzanti dei giacobiti.

## Primi anni
Si conosce poco dell'infanzia di Bruce e la sua data di nascita è sconosciuta. Probabilmente nacque a Blairhall nell'ovest del Fife, circa nel 1630, secondogenito di Robert Bruce di Blairhall e Katherine Preston. Può aver frequentato St Andrews University tra il 1637 e il 1638, che può suggerire che la sua data di nascita sia antecedente al 1625. I Bruce erano una famiglia episcopale con ottime amicizie, molto leale al re, e discendente di Thomas Bruce, un cugino di Re Roberto II, che aveva concesso terre a Clackmannan e Fife. Il primo cugino di Bruce, Edward Bruce fu fatto Conte di Kincardine nel 1643.
Le lettere nelle carte personali del Conte di Kincardine mostrano che William Bruce era in esilio a Rotterdam durante in decennio 1650 con suo cugino, Alexander Bruce, fratello del Conte di Kincardine. Come episcopali, William e Alexander avrebbero cercato un rifugio dai puritani del Commonwealth fondati da Oliver Cromwell. A Rotterdam erano in contatto con Sir Robert Moray, un soldato e un filosofo della natura vicino a Carlo II, che all'epoca risiedeva a Maastricht. William Bruce era un mercante, che viveva nella comunità scozzese do Rotterdam, ma viaggiava molto. Era proprietario della nave con Alexander Bruce e John Hamilton di Grange, e si era specializzato nel commercio del vino, carbone e legname tra Norvegia, Francia, Inghilterra, Scozia e Paesi Bassi. C'è la testimonianza che avesse una casa e una moglie a La Rochelle. Nel 1658, William e Alexander viaggiarono insieme via terra da Brema a Maastricht per incontrare Moray. Alexander Bruce e Moray furono i membri fondatori della Royal Society nel 1660, ed è probabile che l'architettura di cui discutevano, in particolare il nuovo municipio di Maastricht che di cui Moray si era da poco informato.

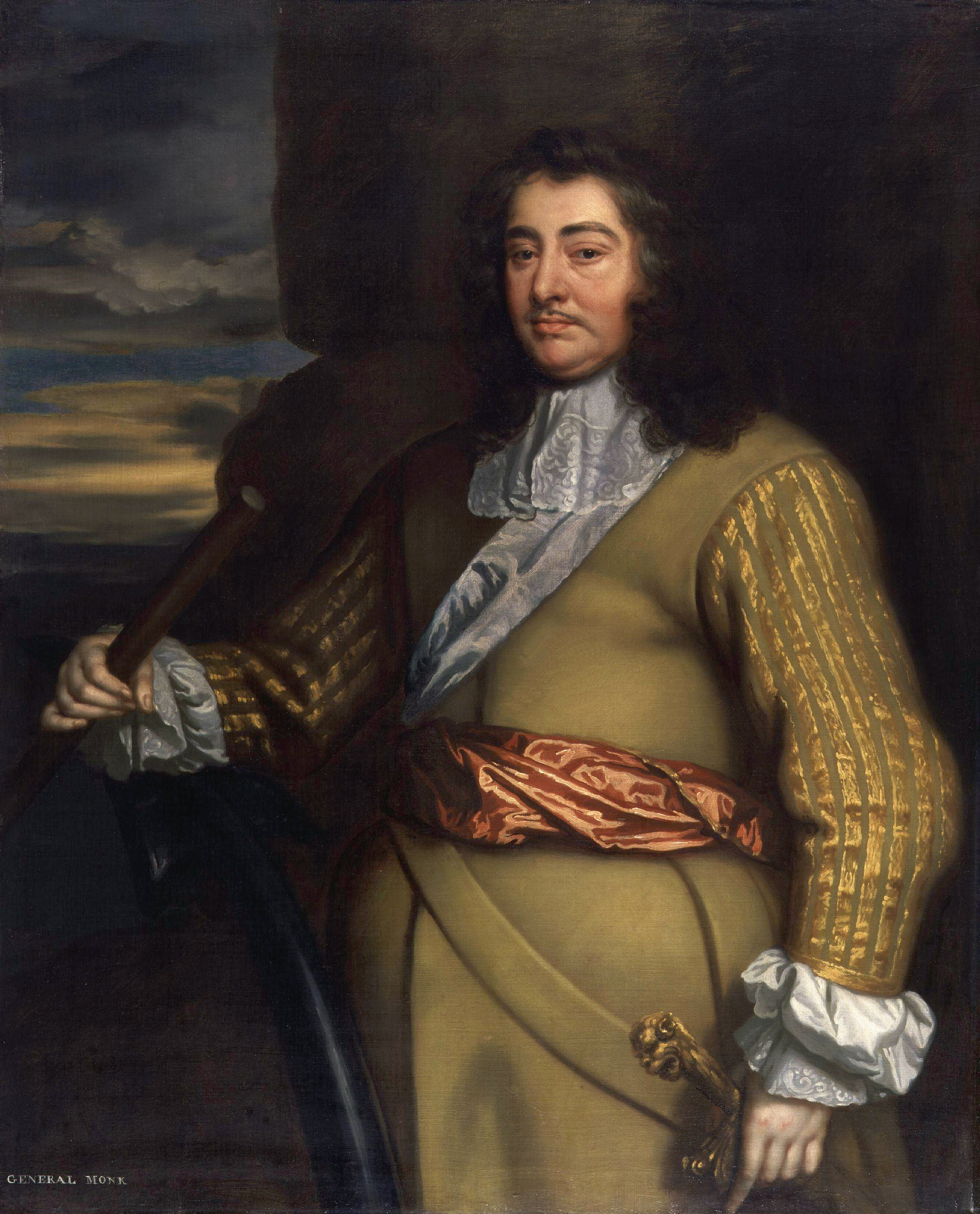
Generale George Monck, ritratto del 1665–1666 nello studio di Sir Peter Lely

Nel 1659 Bruce fece da messaggero tra il Generale Monck, comandante in capo di Cromwell in Scozia, e l'esiliato Re Carlo II. Un passaporto sopravvisse, dato a Bruce da Monck nel settembre 1659, che gli dava il permesso di rimanere in Scozia fino al suo "ritorno in Olanda," e sembra che il messaggio da parte di Carlo che portò a Monck persuase quest'ultimo a marciare con il suo esercito a Londra, un evento decisivo nella Restaurazione. La natura delle loro comunicazioni non è nota, anche se potrebbe sembrare che Moray lo scelse per questo compito. Sir Robert Douglas disse che Brouce "dipingeva l'angoscia e le frustrazioni" della Scozia prima del Generale, e gli suggerì "la gloria che sarebbero stati acquisiti nel ripristinare la famiglia reale."

## Carriera politica

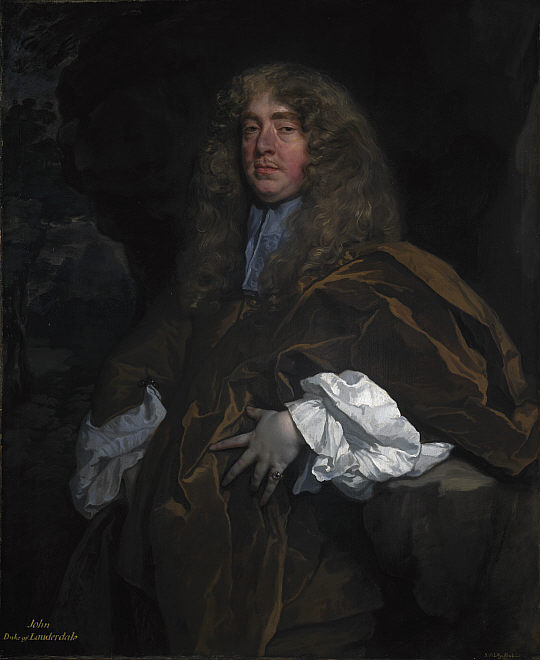
John Maitland, I Duca di Lauderdale, di Sir Peter Lely. Lauderdale era il più potente uomo della Scozia, e Bruce beneficiò della sua protezione

A seguito della restaurazione, William Bruce fu nominato "Clerk to the Bills" nel 1660, e "Clerk of Supply to the Lords in Council" nel 1655. Si trattava di due posizioni lucrative, che portavano molte tasse, dal Parlamento nel primo caso e dai formatari alla Corte di Sessione nel secondo. Nel frattempo, Sir Robert Moray si stabilì a corte come scienziato a Whitehall, Londra, e assunse Bruce come messaggero di fiducia tra la Whitehall e il Duca di Lauderdale, Segretario di Scozia.
Moray servì nella Commissione del Tesoro per la Scozia, come fece Alexander Bruce, ora Conte di Kincardine. Bruce riferì a questa Commissione come raccoglitore di entrate e beneficiò della protezione dei suoi membri. La Commissione era responsabile dei Lavori del Re e nel 1667 Bruce fu nominato Sovrintendente e Supervisore dei Palazzi Reali in Scozia. Quattro anni dopo fu nominato Sorvegliante Generale del Lavori del Re in Scozia, con un salario di £3.600 Scots (cira £300 sterline, o £ £ 41,000 nel 2011), con lo scopo di ricostruire la Holyroodhouse. Nel marzo 1671, Bruce fu parte del sindacato che aveva acquistato i diritti di riscossione delle tasse in un periodo di cinque anni, pagando £26.000 sterline (£ 3.6 milioni nel 2011) per questo privilegio. In questo modo Bruce non appare solo come l'architetto di Holyrood house, ma uno dei principali finanziatori del progetto.
Come figura chiave dell'amministrazione della Restaurazione, divenne molto amico degli altri leali a Stuart, tra cui troviamo potenti patroni come il Duca di Lauderdale, Lord Haltoun, e il Conte di Rothes. Nel 1667 si impegnò per il suo primo lavoro su un edificio per Lord Rothes, vigilando sull'espansione della Leslie House, e successivamente lavorò spesso nelle proprietà di Lauderdale, in contemporanea a Holyroodhouse. Nel 1668 fu insignito del titolo di Baronetto di Nuova Scozia.
Dal 1669 al 1674 Bruce sedette nel Parlamento scozzese come commissario per la Contea di Fife e dal 1681 al 1682 come commissario per la Contea di Kinross. Dall'aprile 1685 al maggio 1686 raggiunse il picco della sua carriera politica, come membro del Privy Council of Scotland. Ma nel 1674 fu coinvolto nella contesa fra il suo protettore Lauderdale e i rivali, il Duca di Hamilton e il Conte di Tweeddale. Le sue azioni, che apparentemente includono il passaggio di informazioni a Hamilton, scatenarono la furia della Duchessa di Lauderdale, che tentò di persuadere il marito a togliere a Bruce i favori concessi. Bruce sopravvisse, anche se le relazioni con il suo protettore furono danneggiate. Lauderdale lo descrisse come "l'uomo di parte più amaro di tutta la Scozia". Questa rottura provocò il licenziamento di Bruce come Sovrintendente Generale dei Lavori del Re, con il falso pretesto che Holyroodhouse era finita.
I guadagni di Bruce derivati dai suoi incarichi lo resero un uomo abbiente, anche per gli standard dei suoi protettori. Questa condizione gli permise di acquistare la proprietà di Balcaskie nel 1665 e di estendere la casa e il giardino. Nel 1675 comprò una grande proprietà sul Lago di Leven, a Kinross, dal Conte di Morton, che gli portò in eredità la circoscrizione di Kinross-shire. Alla fine del decennio 1670 Bruce cominciò il suo primo progetto per costruire nuove case.
Dopo l'ascesa di Giacomo VII nel 1685, Bruce perse gradatamente i suoi favori e fu diffidato dal nuovo regime. Dopo la Rivoluzione del 1688 e la nomina di Guglielmo d'Orange come re, fu nuovamente in disaccordo con i suoi governanti protestanti e si rifiutò di occupare il suo seggio al Parlamento. Da Episcopaliano convinto, Bruce era considerato una potenziale minaccia giacobita. Nel 1693 fu brevemente imprigionato nel Castello di Stirling per essersi rifiutato di comparire di fronte al Privy Council. Fu incarcerato una seconda volta nel 1694 a Stirling e dal 1696 nel Castello di Edimburgo. Bruce fu espulso dal parlamento nel 1702, il suo seggio passò al figlio John Bruce. A dispetto delle incarcerazioni, continuò il suo lavoro di architetto, tanto che i decenni 1690 e 1700 furono il suo periodo più prolifico. Bruce fu imprigionato nel Castello di Edimburgo una seconda volta nel 1708 e fu rilasciato poco prima della morte, all'inizio del 1710. Fu sepolto nella tomba di famiglia nella Chiesa Kinross, le cui rovine sono ancora dietro a Kinross House.
I libri contabili di Bruce che sono sopravvissuti mostrano acquisti di libri di musica, di pittura e di giardinaggio, oltre a numerose opere in lingua straniera, che suggeriscono che Bruce fosse un uomo istruito. Studiò intensamente il giardinaggio e applicò le sue conoscenze nei suoi giardini a Kinross. Era amico di James Sutherland del Giardino botanico reale di Edimburgo e potrebbe aver conosciuto John Evelyn, un altro famoso botanico inglese.

## Famiglia
Circa nel 1660 William Bruce sposò Mary Halkett, figlia di Sir James Halkett di Pitfirrane. Solo due dei loro figli sopravvissero:
- Sir John Bruce, II Baronet di Kinross, (prima del 1671 – 19 marzo 1710) sposò Christian Leslie, vedova di Marchese di Montrose e figlia del Duca di Rothes. Non ebbero figli.
- Anne, a cui Sir William aveva intitolato le sue proprietà nel caso in cui il fratello non fosse riuscito ad avere figli. Si sposò due volte, ed ebbe figli da entrambi i mariti.[16]

Dopo la morte della sua prima moglie, Sir William Bruce sposò Magdalen Scott, vedova di un mercante di Edimburgo chiamato George Clerk, nel 1700. Non ebbero figli. Magdalen visse fino al 1752, e ottenne la reputazione di giacobita, fondando una cellula a casa sua a Leith Citadel.

## Lavori architettonici

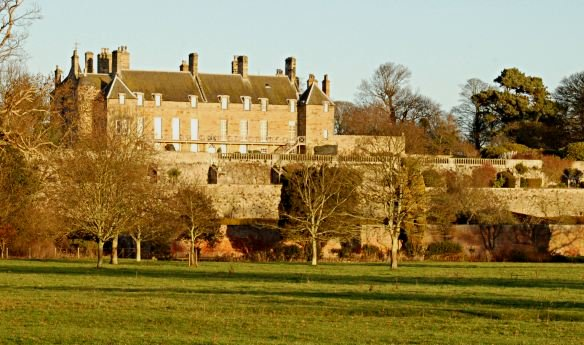
Il fronte sud di Balcaskie, che mostra una facciata simmetrica e terrazze italiane

### Influenze
L'Olanda offrì a William Bruce molte delle sue ispirazioni. Si trovava nei Paesi Bassi quando il Classicismo Italiano vedeva l'apice del suo splendore e le somiglianze si osservano tra il lavoro di Bruce, in particolare a Holyroodhouse, e gli edifici come il Palazzo Reale di Amsterdam (1648-1665), lavoro di Jacob van Campen, e il Municipio di Maastricht (1659-1664) di Pieter Post. Alexander Bruce sposò una donna olandese con legami di parentela con la Casa d'Orange e sembra che abbia fatto conoscere a William gli artigiani olandesi che hanno poi lavorato nei suoi progetti.
A Bruce era certamente familiare il nord della Francia, e nel 1663 fece ulteriori "viaggi stranieri" per volere di Lauderdale, anche se il suo itinerario è sconosciuto. Sia dalle visite sia attraverso lo studio delle incisioni, visitò molti edifici francesi famosi tra cui Vaux-le-Vicomte, Blérancourt e Chateau de Balleroy, l'ultimo lavoro dell'architetto francese François Mansart. Questi progetti francesi moderni, che incorporavano caratteristiche ancora sconosciute in Scozia, come la doppia fila di stanze principali in due infilate, disposte schiena contro schiena, influenzarono i lavori di Bruce.
Si nota anche l'influenza inglese. Le case della sua terra prendono la forma compatta delle case anglo-olandesi, come introdotto in Inghilterra da Hugh May e da Sir Roger Pratt, ma con dettagli continentali, come il bugnato sulla facciata di Mertoun. Coleshill House di Roger Pratt del 1660 è spesso citata come modello della Kinross House di Bruce. Konrad Ottenheym conclude che Bruce implementa uno "stile internazionale", che fu famoso in Francia, Paesi Bassi e Inghilterra e che fu fondamentale nel diffondere questo stile in Scozia.

### Primi lavori
I primi lavori di Bruce compresero consulenza ai clienti e la ristrutturazione di case esistenti, piuttosto che costruire nuovi edifici partendo da zero. Panmure House e Leslie House (case del Conte di Rohtes) erano progetti del maestro muratore del re John Mylne. A Panmure, anche se a Bruce è stato accreditato il design, il lavoro fu supervisionato da Alexander Nisbet, anche se Bruce progettò i cancelli e i pilastri dei cancelli. A Leslie, Bruce supervisionò i lavori dopo la morte di Mylne e probabilmente adatto il progetto al proprio gusto. Panmure fu demolita negli anni cinquanta e solo una piccola parte di Leslie House è sopravvissuta, a seguito di un incendio nel diciottesimo secolo. In seguito Bruce consigliò il Duca di Queensberry riguardo al progetto per il Castello di Drumlanrig.

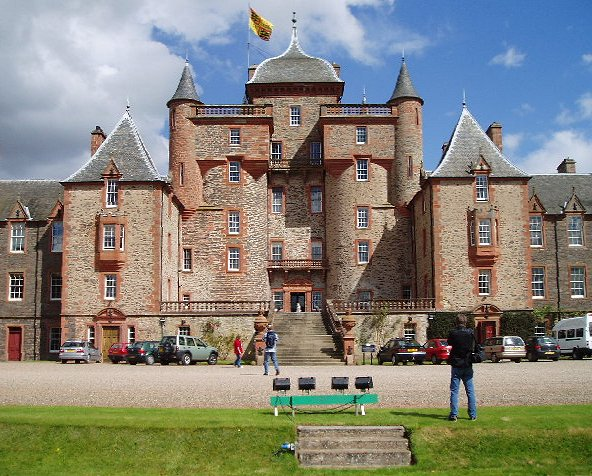
La facciata principale del Castello di Thirlestane, dopo la ristrutturazione di Bruce

Bruce lavorò anche nella sua proprietà di Balcaskie, Fife, che comprò nel 1665, e che sopravvive intatta, anche dopo le successive alterazioni. Raddoppiò una casa con pianta a L ottenendone un'altra con pianta a U, e può aver costruito le pareti delle ali incurvate e i collegamenti ai padiglioni. Gifford, tuttavia, attribuì questi a una fase costruttiva successiva. Le pareti curve, una forma vista dopo a Hopetoun, erano una novità se Bruce le avesse portate fuori, probabilmente ispirato dal lavoro dell'architetto italiano Gian Lorenzo Bernini. Nel giardino ha disposto parterre e terrazzamento "italiano", con una vista che porta l'occhio fino a Bass Rock, tutto ispirato ai giardini barocchi francesi come Vaux-le-Vicomte. Internamente Bruce creò una nuova linea per le stanze, ed è stato per la sua pianificazione interna ispirata allo stile continentale, come molti dei suoi progetti d'interni, che fu in seguito un architetto ricercato.
Nel 1670 il Duca di Lauderdale commissionò a Bruce di ristrutturare il Castello di Thirlestane, la sua casatorre del sedicesimo secolo a Border. Bruce, lavorando con il maestro costruttore del re Robert Mylne, ampliò l'edificio con dei nuovi padiglioni ad angolo e una nuova entrata e ri-progettò gli interni. Lauderdale continuò ad assumere Bruce, lavorando spesso vicino a Lord Haltoun, fratello di Lauderdale, durante il decennio del 1670, nella sua casa a Brunstane vicino a Edimburgo, e a Lethington (ora chiamato Lennoxlove), commissionando il progetto di nuovi cancelli per la sua proprietà in Inghilterra, la Ham House, vicino a Londra, nel 1671. A Ham Bruce potrebbe aver avuto un ulteriore coinvolgimento nei lavori di ristrutturazione in corso là, sotto la supervisione dell'architetto inglese William Samwell. Mentre lavorava a Thirlestane, Bruce progettò anche la vicina Chiesa di Lauder, la sua unica chiesa. Una delle pochissime chiese a pianta crociforme del diciassettesimo secolo in Scozia, potrebbe essere stata ispirata dalla chiesa François Mansart a Balleroy in Francia.

### Holyroodhouse

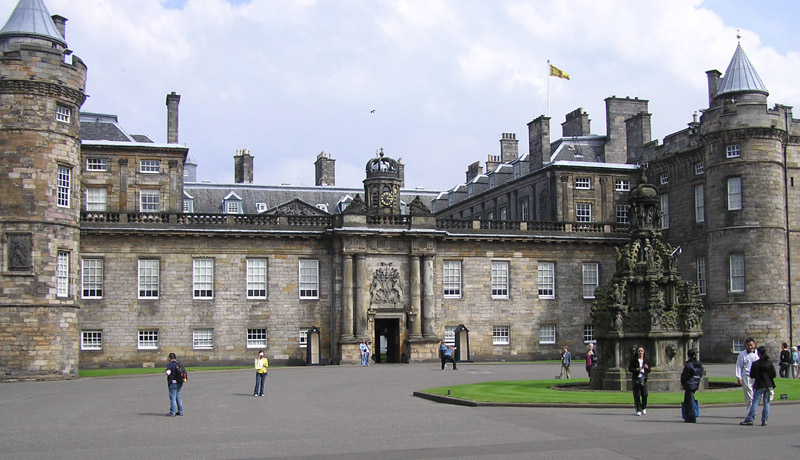
La facciata frontale di Holyroodhouse, come progettata da Bruce

La nomina di Bruce come Sovrintendente Generale dei Lavori del Re in Scozia fu fatta principalmente con lo scopo di ricostruire il palazzo a Holyroodhouse. A parte questo progetto, portò avanti solo riparazioni minori a Edimburgo e al Castello di Stirling, e alle fortificazioni di Bass Rock. Carlo I aveva intenzione di ricostruire e ampliare Holyroodhouse, e il progetto fu disegnato nel decennio 1630. Non fu fatto nulla fino al 1650 quando il palazzo bruciò, distruggendo tutto tranne l'ala ovest. Bruce fu contattato per progettare e dirigere i lavori, con Robert Mylne al suo fianco. I piani di Bruce furono redatti da Mylne, poiché pareva che Bruce stesso mancasse delle capacità di disegno architettonico.
Carlo II criticò i progetti iniziali di Bruce per i suoi interni, e furono apportate delle modifiche. I lavori cominciarono nel luglio del 1671 e nel 1674 la maggior parte dell'edificio era completato. Bruce costruì una seconda torre gotica speculare a quella esistente costruita da Giacomo IV tra il 1498 e il 1501 e creò il cortile in uno stile sobrio classico. Una seconda fase cominciò 1676, quando il Duca di Lauderdale ordinò a Bruce di demolire e ricostruire la facciata principale a ovest, che fu finita nel 1679, sormontata da una corona imperiale di pietra che forma l'entrata principale.
Sempre nel 1676, Bruce disegnò il progetto per completare l'Heriot's Hospital a Edimburgo, i cui lavori erano cominciati nel 1620. Il suo progetto per la torre centrale e per la facciata sud, fu portato a termine nel 1693.

### Case di campagna
La prima commissione per la costruzione di un nuovo edificio fu Dunkeld House, e arrivò dal Conte di Atholl nel 1676. La casa era stata fortemente danneggiata nel 1654 durante la guerra civile, e a Bruce fu dato il compito di costruire il sostituto (la casa fu in seguito demolita). Un'altra commissione su latga scala fu Moncrieffe House (1679), che fu incendiata nel 1957.

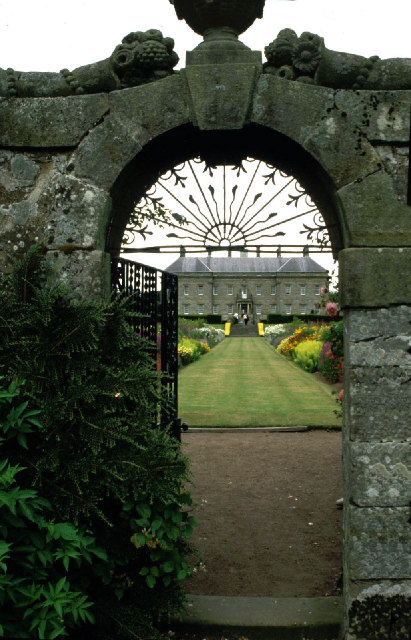
Facciata est di Kinross House, vista attraverso il cancello del giardino

Nel 1675 Bruce comprò la proprietà sul Lago di Leven dal Conte di Morton. La proprietà comprendeva un vecchio maniero vicino a Kinross, come anche le rovine del Castello di Loch Leven, famoso come prigione della Regina Maria Stuarda di Scozia. Dopo aver portato avanti i lavori per la riparazione del vecchio maniero e cominciato a impostare i giardini, Bruce cominciò la sua nuova casa, Kinross House, nel 1686, con l'aiuto del maestro muratore Thomas Bauchop. L'edificio in stile palladiano ha qualche somiglianza con Coleshill House di Roger Pratt del 1660 (demolita), ma con caratteristiche che Bruce prende da edifici francesi. Queste caratteristiche, fondamentalmente di origine classica e italiana, includono il basamento in pietra bugnata, e l'ordine gigante dei pilastri corinzi, questi ultimi probabilmente derivano dal primo progetto di Bernini del Louvre. A seguito del calo dei favori nei confronti di Bruce, si trovò sommerso dai debiti, che impedirono i completamento della casa fino al 1693. Kinross fu una delle prime case di campagna in stile palladiano della Scozia, e fu riconosciuta come uno dei più eleganti edifici del paese; Daniel Defoe lo descrisse come "il più bello e regolare pezzo di architettura della Scozia", e Thomas Pennant definì Kinross "la prima bella casa di architettura regolare nel Nord della Bretagna".

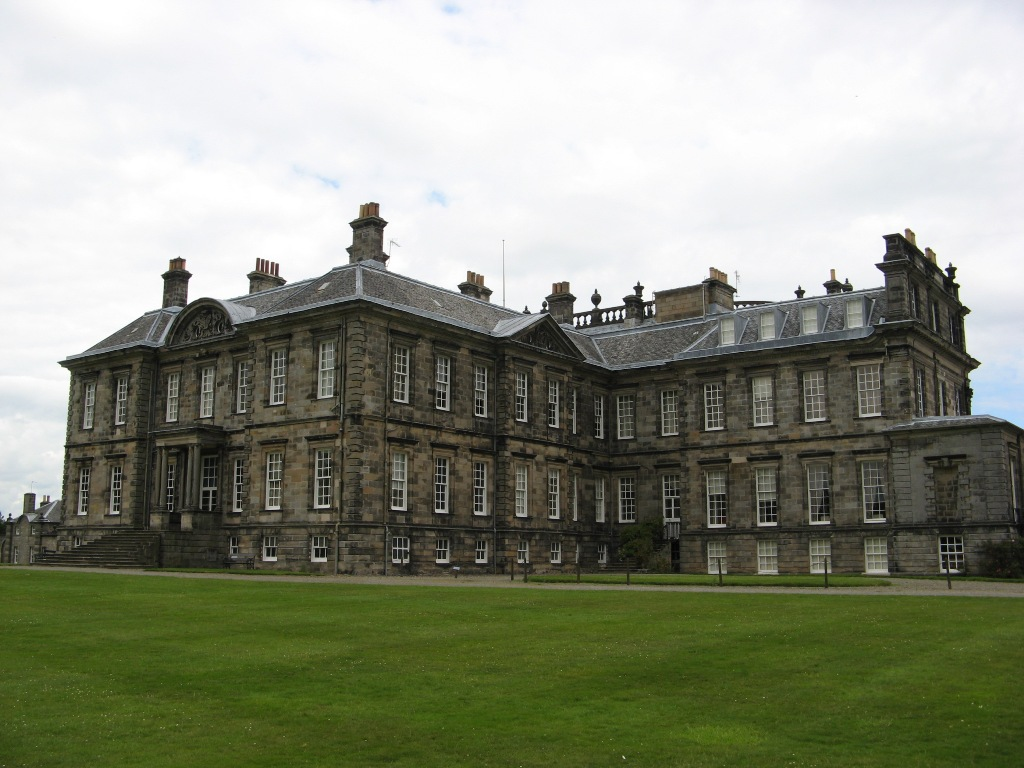
Facciata ovest di Hopetoun, che fu progettata da Bruce per Charles Hope. La facciata est fu ampliata e rimodellata da William Adam

Anche se il favore politico che aveva Bruce diminuì, e fu improgionato numerose volte, continuò a lavorare. Durante il decennio 1690 completò Hill of Tarvit (1696), Craighall (1697–99) a Fife, e Craigiehall (1699) vicino a Edimburgo. L'ultima, costruita per il Marchese di Annandale, esiste ancora, ed è usata come quartier generale scozzese dell'Estercito Britannico. Dal 1698 cominciò a lavorare a una nuova casa per il giovane Charles Hope, poi primo Conte di Hopetoun. Hopetoun House, vicino a Edimburgo, fu finita nel 1702 e rappresenta il suo più grande progetto per una casa di campagna. Il maestro costruttore fu nuovamente Thomas Bauchop, e l'ispirazione fu nuovamente anglo-olandese, con bugnato francese. Il grosso del lavoro di Bruce è ora oscurato dalle ristrutturazione del diciottesimo secolo, fatte da William Adam. Bruce ebbe una nuova commissione nel 1708, sempre a Hopetoun, per costruire la navata privata della chiesa di Abercorn. Hopetoun Loft si affaccia sull'interno della chiesa e si connette a una stanza riservata con unovale "stabico" con una vista sul pulpito.
Nel 1702 Bruce fu chiamato dalla borghesia di Stirling per progettare una nuova toll house per la città. Bruce fornì solo lo schizzo del progetto, che furono portati a termine dalle maestranze locali tra il 1703 e il 1705. L'ultima casa di campagna di Bruce fu Harden House (ora nota come Mertoun House), costruita per gli scozzesi sugli Scottish Borders e la sua casa più piccola, Auchendinny, a Midlothian. Il suo ultimo lavoro, circa nel 1710, fu Nairne House, per il giacobita Lord Nairne. La casa fu completata due anni dopo la morte di Bruce e la misura del suo coinvolgimento non è chiara. Nairne House fu demolita nel 1760 anche se la cupola fu risparmiata e installata sul tetto del vicino ospedale di Perth.

## Eredità
Anche se Daniel Defoe definì Bruce "il Kit Wren del Nord della Bretagna", per il suo ruolo di effettivo fondatore dello stile classico nel paese, Gifford suggerisce che i suoi risultato sono più simili a Hugh May e Roger Pratt.
Come May e Pratt, rese popolare uno stile per le case di campagna della nobiltà, incoraggiando a spostarsi dalle tradizionali "case torre", che cominciavano a essere viste come antiquate, verso un'architettura continentale orientata al tempo libero. Sir John Clerk di Penicuik definì Bruce "l'introduttore dell'architettura in questo paese", mentre per Colen Campbell, scrittore di Vitruvius Britannicus, egli era "semplicemente il miglior architetto del suo tempo del Regno". Il suo lavoro ebbe la sua maggiore influenza nella progettazione delle case di campagna del diciottesimo secolo, un'influenza che si diffuse attraverso le magioni e i disegnatori con cui lavorò, tra cui Mylne e Bauchop, James Smith, e Alexander Edward. A Kinross il suo intenzionale intenzionale della vista principale sulle rovine del castello di Lochleven suggerisce a Howard Colvin "che Bruce, come Vanbrugh, ha un posto nella preistoria del pittoresco".